# Can Mateu (Sant Feliu de Buixalleu)
Can Mateu és una masia de Sant Feliu de Buixalleu (Selva) inclosa a l'Inventari del Patrimoni Arquitectònic de Catalunya.

## Descripció
Masia aïllada, situada al barri de Gaserans, al terme municipal de Sant Feliu de Buixalleu.
Edifici de planta baixa i pis, i teulada amb vessant a la façana de teula àrab.
Totes les obertures (protegides per reixes) són en arc de llinda, excepte les de la galeria, i la porta d'entrada que són en arc de mig punt. La porta d'entrada a més és adovellada.
Façana de maçoneria arrebossada i pintada
A la part posterior hi ha un porxo.